# بوروديانكا (جوزنو-بانات)
بوروديانكا (Бородянка) هي مدينة في جوزنو-بانات في مقاطعة كيييفسكا في أوكرانيا.
يوجد بها مطار للسقوط بالمظلات